# Djibril Diop Mambety
Pour les articles homonymes, voir Diop.
 (juillet 2025).
Djibril Diop Mambéty, né le 23 janvier 1945 à Dakar et mort le 23 juillet 1998 à Paris 7e, est un comédien, scénariste et réalisateur sénégalais. 
Il est l'un des cinéastes africains les plus marquants de sa génération.

## Biographie

### Famille
Fils d'un imam lébou, Mambéty est né en 1945 à Colobane, un quartier du sud-ouest de Dakar.
Il est le frère aîné du compositeur et musicien Wasis Diop, et l'oncle de l'actrice et réalisatrice Mati Diop.

### Carrière
Après des études de théâtre, il commence sa carrière comme acteur, au théâtre et dans plusieurs films sénégalais et italiens. Il crée le premier café-théâtre sénégalais à l'âge de dix-sept ans. Il fut durant un temps sociétaire du Théâtre national Daniel-Sorano de Dakar. 
Le directeur du centre culturel français de Dakar lui prête de l'équipement et un cadreur pour tourner ses premiers courts métrages Contras' City et Badou Boy.
Son premier long métrage s'intitule Touki Bouki (ou Le Voyage de la hyène, 1972). Son second long métrage, Hyènes (1992), qui traite de la vengeance d'une vieille femme humiliée, d'après La Visite de la vieille dame de Friedrich Dürrenmatt, et se distingue par un cadrage de grande qualité.[réf. nécessaire] Mambety souhaitait réunir ces deux films dans une trilogie sur le pouvoir et la folie. 
En 1995, il entreprend une trilogie qu'il intitule Histoires de petites gens. Il n'en tournera que les deux premiers volets, Le Franc (1995) — qui obtient le prix du meilleur court métrage, lors du 5e festival du cinéma d'Afrique, d'Asie et d'Amérique latine de Milan — et son dernier film, La Petite Vendeuse de soleil (1998).

### Décès
Il meurt d'un cancer du poumon le 23 juillet 1998 dans le 7e arrondissement de Paris où il était soigné.

## Filmographie
- 1969 : Contras' City (court métrage)
- 1970 : Badou Boy (moyen métrage)
- 1973 : Touki Bouki
- 1989 : Parlons grand-mère (court métrage)
- 1992 : Hyènes
- 1995 : Le Franc (moyen métrage)
- 1998 : La Petite Vendeuse de soleil (moyen métrage)

### Presse
- C. Tapsoba, « Hommage/tribute, Djibril Diop Mambety » (Écrans d'Afrique ; nº 24), Ouagadougou⁣, Fédération Pan Africaine des Cinéastes (FEPACI), 1998.
- (en) « The Hyena's Last Laugh », interview de Djibril Diop Mabéty par N. Frank Ukadike, publiée dans Transition 78, vol.8, no 2, 1999, p. 136-53, à l'occasion de son décès.
- Olivier Barlet, « Djibril Diop Mambéty, in memoriam », nécrologie publiée sur Africultures le 19 juillet 2002.
- Christine Tully-Sitchet, « Djibril Diop Mambety. Un cinéaste à contre-courant », sur Le Monde diplomatique (consulté le 2 juin 2013).
- Simon Njami, « "L'image va où le vent", entretien avec Djibril Diop Mambety », sur revuenoire.com (consulté le 2 juin 2013).
- (en) Clare Clements, Meandering through Dakar. Flâneurs, Fragmentation and the Flow of Life in Djibil Diop Mambéty’s Cinema of Wanderers, manycinemas.org, 2/2011, 16-29.
- Vincent Malausa, « Djibril Diop Mambety, la liberté sans condition », Cahiers du cinéma, no 678, mai 2012.

### Travail universitaire
- Julie Ledru, « Djibril Diop Mambety : un autre cinéaste d'Afrique Noire », université de Paris III, 1999.

### Documentaire
- Mambéty For Ever, film de Aïssatou Bah et Guy Padja, 2008.

### Vidéo
- Franck Schneider, « Djibril Diop Mambety. Cinémas d'Afrique / le sacré », sur Dailymotion (consulté le 2 juin 2013).
- « Djibril Diop Mambéty, Quinzaine des réalisateurs de 1973 » (Archives INA).